# Вонка (филм)
Вонка (енгл. Wonka) је филмски мјузикл из 2023. године у режији Пола Кинга. Преднаставак је филма Вили Вонка и фабрика чоколаде из 1971. године, по роману Чарли и фабрика чоколаде Роалда Дала из 1964. Насловна улога Вилија Вонке припала је Тимотију Шаламеу.
Премијерно је приказан 28. новембра 2023. у Лондону, док је у америчким биоскопима објављен 15. децембра исте године. Добио је углавном позитивне рецензије критичара.

## Радња
Филм говори о томе како је Вили Вонка од младића који продаје чоколаду у малој продавници слаткиша постао ексцентрични геније познат широм света.

## Улоге
| Глумац          | Улога              |
| --------------- | ------------------ |
| Тимоти Шаламе   | Вили Вонка         |
| Хју Грант       | Лоти/Умпа Лумпа    |
| Кала Лејн       | Нудла Смит         |
| Патерсон Џозеф  | Артур Слагворт     |
| Мет Лукас       | Жерард Продноуз    |
| Киган Мајкл-Кеј | Кен Ернандез       |
| Оливија Колман  | Мадона Скрабит     |
| Том Дејвис      | Патрик Бличер      |
| Роуан Аткинсон  | Џулијус Речет      |
| Метју Бејнтон   | Феликс Фикелгрубер |